# Édouard Balladur
Édouard Balladur (Esmirna, Turquia 1929) és un polític francès, Primer Ministre de França del 1993 al 1995.
Es graduà en dret a l'École Nationale d'Administration, i fou membre del consell d'administració de l'ORTF (1967-1968), conseller tècnic del gabinet de Georges Pompidou el 1966-1968 i membre del Consell d'Estat (1984-1993).
Fou l'executor de la política de reprivatitzacions com a ministre d'economia del govern de Jacques Chirac (1986-1988), en vèncer la coalició de centredreta RPR-UDF a les eleccions legislatives franceses de 1993 del març, fou nomenat primer ministre, retornà a la cohabitació amb François Mitterrand, i afavorí la liberalització de l'economia. Després de ser derrotat el 1995 pel seu soci de coalició Jacques Chirac en les eleccions presidencials, dimití el càrrec de primer ministre.